# 劉宋宗室內訌
劉宋宗室內訌是發生於南北朝劉宋时的事件，劉姓皇族宗室間因猜忌或爭奪權力而引起的一連串鬥爭，因相關宗室大多外任方鎮，擁有地方軍政權力，故屢次發生戰事。戰後勝方亦大加屠戮，造成宗室相殘，子裔死絕的情況。

## 成因
自魏晉以九品中正制選拔人才，門閥士族因擔當中正官而得以維護其家族地位，形成「上品無寒門，下品無世族」的局面，士族和寒門之間階級分明。宋武帝刘裕出身寒微，門閥中人對其亦鮮有支持，憑藉累累戰功而走上篡位之路，登上帝位，為了平抑門閥勢力而在內職任用寒門掌握機要，乃至遺命的四位顧命大臣中，徐羨之及檀道濟都是寒門人士，傅亮的北地傅氏在南朝亦非一流士族，只有曾任其僚屬的謝晦是高門，然而對其亦有疑忌。另一方面，劉裕又親用宗室，雖然劉氏皇宗單弱，但仍然委之方鎮，對於重要地方如南徐州、荊州等地亦規定以宗室近支出鎮，宗室諸王亦屢出外鎮，這種方式在宋一代承襲下去，即使是因諸王年幼而由僚屬行州事，亦多為寒門，而成年諸王亦得以掌握地方軍政權力。劉宋皇室出身自寒門將領，家庭教育不良，產生了不少庸碌昏暴的宗王以及皇帝，影響朝政並屢次觸發內亂，而其所信任的寒門人士亦有弄權貪賄之人，為維護或獲取權力而支持皇帝或宗室攻伐。

## 事件

### 文帝主相之爭
宋文帝誅殺了徐羨之等權臣後，司徒王弘以揚州刺史、錄尚書事掌政，但王弘以多病故意將實權讓予文帝四弟彭城王劉義康。自元嘉九年（432年）王弘去世，劉義康開始獨領朝政，而且文帝亦開始常常臥病，遂令劉義康得以專掌內外朝事。刘义康雖然用心於朝事，亦盡心事奉患病的文帝，可是他自以為文帝弟弟而無君臣之禮，行事率性隨心，沒有顧及過皇帝的疑忌；且以劉湛為首的劉義康親信集團藉著義康的權勢排除異己，甚至有意擁立義康為帝，這一切都被文帝知悉，並開始猜疑提防義康集團。元嘉十七年（440年），宋文帝采取行动，誅殺、罷黜或流放劉湛等義康黨羽，並外調義康為江州刺史，以州事委大將軍諮議參軍、領豫章太守蕭斌，盡削其權力。元嘉二十二年（445年），太子詹事范晔、员外散骑侍郎孔熙先等人被告發圖謀擁立刘义康，皆以謀反被誅，義康亦被牽連而遭废为庶人，流放到安成郡。元嘉二十四年（447年），胡誕世等人於豫章謀反，欲奉義康為主，被平定後文帝在江夏王劉義恭的建議下更欲將義康遷至廣州，但還未成行就遇上元嘉二十七年（450年）北伐期間北魏大軍反擊並南侵，文帝恐刘义康被利用，於翌年下诏处死刘义康。文帝七弟衡陽王劉義季在義康被廢黜後每天酗酒，不欲理事建功，即使遇上北魏南侵亦不管，終於元嘉二十四年（447年）去世。

### 元凶作亂
太子劉劭是宋文帝與皇后袁齊媯所生的嫡長子，雖然早獲立為太子，其要求亦都得文帝順從，乃至東宮的軍隊亦與皇帝的羽林軍隊兵力相同。然而劉劭卻與二弟始興王劉濬行巫蠱之事，終令文帝失望至極，打算廢掉太子。但東宮軍隊在元嘉三十年（453年）已獲增兵達萬人，劉劭遂以這支軍隊在二月發動兵變弒父篡位，也殺了政敵徐湛之、江湛等官員，接著他又將長沙王劉瑾、瑾弟劉楷、臨川王劉燁、桂陽侯劉覬、新渝侯劉玠這幾位有前怨的宗室殺死，義康留下的四名兒子劉允、劉肱、劉珣及劉曇辯雖被削為庶人，亦被劉劭派人殺死。兵變發生時正在討伐蠻族的文帝三子，武陵王刘骏得知文帝被杀后，立即传檄各州，並率領大軍進攻建康作討伐。四月，率領討伐軍前鋒的柳元景于新亭擊敗劉劭，劉劭被逼退守台城，此时江夏王刘义恭弃家逃奔刘骏，而其子南豐王劉朗、江夏世子劉叡、新吳侯劉韶、平都侯劉坦、江安侯劉元諒、興平侯劉元粹、劉元仁、劉元方、劉元旒、劉元淑、劉元胤以及另一子共十二人尚在侍中下省，為劉劭指使劉濬殺害。五月四日（453年5月27日），台城告破，刘劭及其太子劉偉之、劉迪之、劉彬之和一個未有名字的兒子，連同劉濬和三子劉長文、劉長仁及劉長道都被杀。

### 義宣之亂
劉駿在新亭之戰中獲勝後不久於新亭即位為帝，即宋孝武帝。不過其實外戚臧質早已經看中了易控制的文帝六弟南郡王劉義宣為帝，故雖然孝武帝即位已成事實，但他卻以孝武帝與義宣女兒殷淑儀亂倫之事唆使義宣與其起事反對孝武帝。當時義宣已經任荊州刺史達十年，臧質亦任江州刺史，並得豫州刺史魯爽、兗州刺史徐遺寶等人支持，遂於孝建元年（454年）二月正式起兵，義宣與臧質荊江二州率軍南攻建康，魯爽及遺寶亦南攻。孝武帝一方派沈慶之先殺驍勇的魯爽，並以其首級宣示給義宣等，震動他們，遺寶亦被夏侯祖歡所敗，在魯爽敗後也被殺。義宣等繼續進攻，於五月一度攻破王玄謨所率領的前鋒於梁山所建的西壘，並乘勢攻破東壘，然反為玄謨等軍所敗，船隊和營壘更遭火攻所毀，眾軍於是潰散，義宣遂在西逃至江陵時被捕，遭雍州刺史朱脩之殺害。義宣在世的世子劉恢、湘南侯劉悰、宜陽侯劉愷、祁陽侯劉憬、劉惔、劉惇、劉慆、劉伯實、劉業、劉法導、劉僧喜、劉慧正、劉慧知、劉明彌虜、劉妙覺、劉寶明共十六人分別在江寧墓所及江陵被殺，劉恢子劉善藏亦死。

### 孝武殺弟
孝武帝四弟南平王劉鑠向來都不太支持三兄，而他亦直至台城被攻陷時才歸降，孝武帝遂在元嘉三十年（453年）就將他毒殺。
六弟竟陵王劉誕不論在討伐劉劭還是叔父劉義宣時都支持孝武帝，並有建功，可是竟引來孝武帝猜忌。而劉誕的精巧府舍以及美麗園池，加上招聚的人才以及府中的精美裝甲武器，更令孝武帝深深不忿。孝建二年（455年），孝武帝將劉誕自揚州刺史職位調至南徐州刺史，將他移離京畿，但其實南徐州所在的京口離建康也很近，亦未能消除孝武帝的疑忌。大明元年（457年），劉誕改調為南兗州刺史，移鎮江北的廣陵，此時劉誕都察覺得兄長對他的猜忌，自己也暗中作準備，聲言以防備北方侵略而修築城牆，聚集糧食以及準備兵器。孝武帝與劉誕的嫌隙浮現，令時常都有劉誕打算謀反的傳言，最終孝武帝在大明三年（459年）四月決定派兵消滅劉誕勢力，貶其為侯。孝武帝以派新任兗州刺史垣閬到鎮為名，讓他領羽林禁軍打算收捕劉誕，劉誕起初還不知，但當時與垣閬同行的戴明寶夜間通報劉誕典籤蔣成，要他在翌日早上開門作內應，蔣成又告訴府舍人許宗之，許宗之才將此圖謀告知劉誕。劉誕震驚之下立即起兵，立即收捕蔣成，待翌日早上垣閬等人前來時攻殺垣閬等，戴明寶則成功逃返建康。孝武帝又遣沈慶之率領大軍討伐劉誕，大軍齊集時劉誕打算棄城，循海陵道北走，但風聲泄露，追兵又至，劉誕只能逃還廣陵。劉誕一直堅持到七月初，廣陵還是遭沈慶之攻陷，劉誕出逃失敗被殺，傳首建康，其餘同黨都被殺，其母殷修華及妻子徐氏都自殺，孝武帝更貶劉誕為留姓。
十弟武昌王劉渾年少而凶狠暴戾，每不滿身邊人拿起護身刀就砍，且行事荒誕。孝建二年（455年），劉渾奉命任雍州刺史，外鎮襄陽，當年只有十七歲的他和身邊人寫下文檄，自稱楚王還自建年號和設置百官，其實也是貪玩。這種事被征虜長史王翼之知道，將劉渾手書檄文上呈孝武帝，孝武帝於是廢劉渾為庶人，削其宗籍，流放到始安郡，不久更逼令其自殺。
十四弟海陵王劉休茂於大明二年（458年）外任雍州刺史，當時他也是十七歲，州府事當時由北中郎司馬庾深之掌握，但休茂一直都想自主，怨恨庾深之每每阻止他的行動，身邊親信張伯超對休茂聲稱庾深之等人將要密奏休茂的罪過給孝武帝知道，以唆使休茂殺掉庾深之等人，據城反叛。諮議參軍沈暢之試圖閉城抵抗但失敗被殺，然休茂終為參軍尹玄慶所擊殺。

### 前廢帝逼害宗室
大明八年（464年），孝武帝死，實歲僅十五的太子劉子業即位，是為宋前廢帝。孝武帝遺命了前廢帝叔祖父江夏王義恭等五人為顧命大臣，輔助廢帝，不過義恭等人畏懼孝武帝年間的寒門寵臣戴法興，竟容讓他繼續主理政事，自己因循掛名。而前廢帝意欲自主，終在永光元年（465年）殺掉戴法興，但其凶暴的本性也因獲得自主而顯露出來，令義恭等人惶恐不已，最終打算廢黜皇帝。事件遭沈慶之告發後，前廢帝領兵到義恭府中將之殺害，並殘忍肢解他，以蜜糖浸漬其眼球，稱為「鬼目粽」。義恭在劉劭之亂後再生的四個兒子江夏世子劉伯禽、永脩侯劉仲容、永陽侯劉叔子及劉叔寶都被殺。
前廢帝是孝武帝與皇后王憲嫄所生的嫡長子，但孝武帝後來寵愛殷淑儀，與其所生的新安王劉子鸞亦得到孝武帝的喜歡，待遇是諸子中最好的，這一切讓前廢帝很妒忌，在瓦解劉義恭等大臣廢立的圖謀後，廢帝也將劉子鸞廢為庶人，並賜死，殷淑儀所生的二十二弟南海王劉子師以及妹妹第十二皇女都一同賜死。
廢帝九叔義陽王劉昶時任徐州刺史，鎮守彭城，但他為人輕率急躁，在孝武帝在位期間都因不恭敬而常遭嫌責，民間亦有他有異圖的流言。前廢帝即位後這種流言就傳得更烈，廢帝殺掉了義恭等人後，竟常和人說：「我即位以來未試過戒嚴，令人憂傷不快呀。」當時劉昶上表請求入朝，廢帝竟對聯同使者來朝的典籤籧法生聲稱劉昶和義恭一同謀反，正打算討伐，又詰責法生為甚麼不上報劉昶謀反之事，嚇得法生趕快逃返彭城。廢帝於是領兵親征彭城，宣布內外戒嚴，而法生回去報告劉昶後劉昶亦積極準備抵抗，然而所督的六州一郡全部都不肯支持劉昶，連府內下屬都各懷貮心。劉昶知道他必定失敗，於是拋棄母親謝容華以及王妃，乘夜帶著一個愛妾和數十騎投奔北魏。
廢帝又忌憚一眾叔父，八叔東海王劉禕才能平庸低劣，被稱為驢王，但其十一叔湘東王劉彧、十二叔建安王劉休仁及十三叔山陽王劉休祐年紀較長，廢帝最為擔心，於是將他們囚禁在殿內，常毆打欺凌他們，去哪也帶著他們，甚至將劉彧當豬養。廢帝亦屢次意欲殺害三王，只因休仁以其機智取悅廢帝，才保住三人性命，然而廢帝還常當著休仁面前帶著左右姦污休仁生母楊氏。廢帝又召過南平王太妃江氏入宮，又命左右逼姦她，江氏堅決不肯，廢帝就於十一月二十九日（466年1月1日）將南平王劉鑠留下的三個兒子；南平王劉敬猷、廬陵王劉敬先及安南侯劉敬淵殺害。
廢帝又納姑姑新蔡公主劉英媚，謊稱為謝貴嬪，殺害一個婢女給尚公主的何邁，說公主已死。何邁起兵反抗，欲以晉安王劉子勛為帝，但失敗被殺。廢帝以宋文帝及宋孝武帝皆分別在兄弟中排第三，因政變而取代原繼承人登位，於是一直很怕三弟劉子勛會像他們般登上帝位，就藉何邁事派使者到江州賜死子勛。行江州事的鎮軍長史鄧琬於是在景和元年十一月十九日（12月22日）以子勛的名義於江州起兵。

### 義嘉之難
湘東世子師阮佃夫與王道隆、李道兒及淳于文祖密謀廢帝立湘東王劉彧，聯結了也有意廢帝的直閤將軍柳光世等人。十一月二十九日，廢帝殺害了劉鑠三王後，在下午帶著休仁、休祐及山陰公主劉楚玉出華林園，只有劉彧被留在祕書省，陷入憂懼之中。此時阮佃夫等人聯結了主衣壽寂之、細鎧主姜產之、細鎧將王敬則及中書舍人戴明寶等準備起事，就在這日夜晚乘廢帝在竹林堂射鬼時由壽寂之親手殺害。事發後劉彧仍然不知發生甚麼事，但劉休仁就向其稱臣，帶他到西堂登上御坐並朝見大臣，並更換白帽羽儀。翌日，劉彧下令賜死前廢帝同母弟豫章王劉子尚及姐山陰公主。
泰始元年十二月七日（466年1月9日），劉彧正式即位為帝，是為宋明帝。他在即位前已以皇帝的令書進劉子勛為車騎將軍，開府儀同三司，尋陽的子勛官屬知道此事後都很高興，然而鄧琬以子勛排行第三，又自尋陽起兵，這些都和孝武帝條件相類，相信必定能取勝，決意不奉建康詔命，轉以整理武器裝甲，徵兵四方。而子勛作為孝武帝子嗣，郢州行事荀卞之奉子勛四弟郢州刺史，安陸王劉子綏、會稽將佐奉六弟會稽太守，尋陽王劉子房、荊州行事孔道存奉七弟荊州刺史、臨海王劉子頊，連同雍州刺史袁顗、梁州刺史柳元怙、益州刺史蕭惠開、廣州刺史袁曇遠、徐州刺史薛安都、青州刺史沈文秀、冀州刺史崔道固、湘州行事何慧文、吳郡太守顧琛、吳興太守王曇生、晉陵太守袁標及義興太守劉延熙都支持。當時鄧琬又劫逼正往湘州上任的十二弟邵陵王劉子元支持，終在泰始二年正月七日（466年2月7日）正式登位，建年號「義嘉」。宋明帝的建康朝廷隨後與子勛的尋陽朝廷作戰，尋陽一方雖然聲勢浩大，讓建康一方陷於劣勢，但明帝所派的各軍卻屢屢獲捷，至八月，尋陽軍隊主力戰敗，尋陽失陷，各地都先後被明帝軍隊收復或向明帝歸降，子勛被捕處斬，支持子勛的子綏、子頊及子元都被賜死。孝武帝九子南徐州刺史，永嘉王劉子仁、十一子南兗州刺史，始安王劉子真、十六子南琅邪彭城二郡太守，淮南王劉子孟以及南平王劉子產、廬陵王劉子輿、東平王劉子嗣皆未有支持子勛，連同獲赦的劉子房，以及年幼未得封爵的劉子趨、劉子期及劉子悅尚在，宋明帝當時亦未有加害之意，然而劉休仁卻擔心孝武帝子裔會危及明帝的江山，勸其早作處置，明帝於是就盡殺兄長留在世上的這最後十個兒子。

### 明帝殺弟
泰始五年（469年），柳欣慰謀反，圖謀立當時存世諸王中輩份最高的明帝八兄廬江王劉禕為帝。劉禕因為才能最差，一向都遭兄弟們鄙視，而此時劉禕竟也和他聯合，只是事情遭到征北諮議參軍杜幼文告發而流產，柳欣慰等人被誅殺，劉禕亦被明帝逼令自殺。
劉禕死後，宋明帝的兄弟就僅餘四人，但到了他在位後期，他的健康情況不理想，屢次患病，他也就開始猜疑諸王，擔心他們會危及自己太子劉昱的地位。首先是性格狠戾勇武的晉平王劉休祐，他在荊州其實都已經多次忤逆了明帝，明帝都怕他不能被太子駕馭，於是想借故除掉他。終於在泰始七年（471年）二月的一次打獵中找到機會派了壽寂之領人襲殺他，謊稱他意外墮馬重傷身亡。接著就是司徒劉休仁，休仁向來與明帝親好，在逃避前廢帝逼害、登上帝位以及擊倒尋陽政權各項事件上都幫了明帝極多，但他自己也察覺到明帝對自己得朝野眾人支持的情況很不滿意，於是先自求解揚州刺史，又辭讓太尉、領司徒的任命。可是，休仁也愈來愈不心安，及至休祐被殺害後就更加憂心恐懼。泰始七年，明帝病得很重，就與寵臣楊運長籌劃一旦去世的打算，他又想起休仁和朝內很多官員都有交結，擔心這樣的勢力會危及太子；楊運長也怕休仁輔政會令自己不能掌權，遂令明帝決定殺弟。五月一日（471年6月4日），明帝入召休仁，讓他留宿尚書下省，稱明早才見面，但當晚就派人賜死休仁。最後是幼弟巴陵王劉休若，泰始七年，面對休祐被殺和休仁遭懷疑的景況，當時又有休若有至貴之表的流言，令休若很憂心，而不久明帝就將休若自荊州召還南徐州，休若心腹都知道大禍臨頭，但他又不肯起兵反抗兄長，只有奉命。休若到京口後，休仁也被殺了，就更加害怕，而明帝就因為休若為人和善，善於協調，就怕他日後危害太子，終於七月九日（471年8月10日）賜死了他。

### 後廢帝間內亂
宋明帝為了太子劉昱，在一年內殺了三個弟弟，諸弟中僅留下一個才能平庸，明帝認為沒威脅的桂陽王劉休範。不過休範其實對兄弟被殺都常感恐懼，不過還是安然活到泰豫元年（472年）明帝去世之日。劉昱即位，是為宋後廢帝，明帝遺詔以士族袁粲等五名大臣輔政，沒有包括休範，而休範自感自己是皇帝最親近的宗室成員，應當以宰相輔政，故此深感怨恨，在駐地江州下令招引勇士，修治戰備，又為收納人心而對路經尋陽的人都一律加以禮待及厚賜。休範的行為亦被建康朝廷注意到，暗中作出準備。元徴二年（474年），休範起兵，直撲建康，行軍之快震動朝廷，不過休範在新亭壘疏於防範，遭偽降的黃回等人刺殺，其餘眾雖然未知休範已死，更一度擊敗朝廷軍隊，攻進宮省，但還是被羽林兵擊潰。休範子劉德宣、劉德嗣、劉青牛及劉智藏都被殺。
後廢帝劉昱本身不愛讀書，喜歡嬉戲，長大後更是喜怒無常，身邊隨從稍有不合意就親手打他，又常做出赤腳蹲踞的無禮行為。登位後，一度因為太后以及諸大臣的規勸限制而未敢放肆，但元徽二年（474年）加元服後，劉昱開始顯露其殘忍變態的行為，不論皇太后還是生母陳太妃都無法阻止他。相反，文帝在世最年長的孫兒建平王劉景素則是愛好文章和書籍，並且禮待才義之事的高名譽人物，故此朝野都屬意他才是登上帝位的人選，除了陳太妃外戚以及其時執權的明帝寵臣楊運長、阮佃夫等。他們就害怕這樣破壞其利益，甚至不容於長君。景素亦知道運長等人猜忌自己，為求自保，他就派人到建康以金銀財帛招引武將，如黃回、高道慶、曹欣之等將領都傾心於他，連一些失意於位的武官都歸附景素；而景素麾下也有左暄等驍勇的將佐。由於廢帝喜歡獨自騎馬出遊，曹欣之就想趁機據石頭城起事，待事成後奉景素為主，但景素不欲輕舉罔動而屢次阻止，他也識破了楊運長派周天賜勸他起事的陰謀。然而，元徽四年（476年）七月羽林監桓祗祖出奔京口，聲稱建康城內已亂，勸景素領兵入城，景素相信，於是就起兵。不過楊運長在祗祖出奔後就已在準備，待景素起兵就派軍征伐。景素原想據竹里抗擊朝廷軍隊，但為垣慶延等人以以逸侍勞為由助止，終令任農夫得以於京口縱火，景素各軍都觀望不動，無將略的景素亦不知所措。雖然景素手下有荊楚壯勇自發進攻朝廷水軍，擊殺水軍的右軍將軍張保，但觀望的諸軍還是沒反應，眾人遂敗予朝廷軍反擊，京口亦不久城陷，眾軍奔散，景素亦被擒殺。景素被誅後，運長更怕年長宗室會像景素這樣，於是作詔賜死劉休仁的兒子們。

## 影響
宋文帝在位三十年間曾發動三次大規模北伐，以圖收復宋武帝死後被北魏奪取的河南失土。雖然北伐都告失敗，但文帝遇弒後宗室內閧事件不斷，非但因猜疑而不能同心，亦消磨國力，且如孝武帝、宋明帝等年紀較長的皇帝在位時間分別亦僅十年及八年，都令南朝宋再無力發起這種北伐。反而在宋明帝新滅義嘉政權後，支持劉子勛的徐州刺史薛安都遣使歸降，但宋明帝故意派重兵迎降，令薛安都恐懼並轉而向北魏求援，終令北魏南來擊敗朝廷軍隊，並佔領淮北大片土地。
整個宗室內閧事件造成大量宗室成員的死亡，尤其像孝武帝般諸子盡為宋明帝所殺害，只能以明帝九子劉贊嗣封武陵王以承其祀。起初劉裕感宗室力量薄弱，特別將血緣較疏，亦無特別才能的族弟劉遵考封營浦縣侯，以宗室親任；然而宋明帝一朝猜疑宗室，不但盡殺孝武諸子，連僅存的四個弟弟也殺了三個，亦沒有以宗室作顧命，故後廢帝在位期間隨著桂陽王劉休範及建平王劉景素兩個年紀較長的宗王相繼因謀反被殺，劉宋末年宗室又再凋零，皇室近屬中僅有年紀還很小的明帝諸子，其臣下甚至有不避其名諱之事。宋順帝時雖有長沙王劉道鄰孫當陽縣侯劉秉以「四貴」在朝，但整體亦欠缺能力阻遏將領蕭道成篡位之路，刘秉终因未能推翻萧道成而被杀。在蕭氏篡位前夕，臨川王劉綽僅有的反撲意圖亦被輕易摧毀，同年其他在位的刘宋宗室藩王也大多或因“谋反”被诛，或被史书简单记载为“薨”；南齊建立後，顺帝及其在世诸弟也盡被殺害。刘宋皇室仅刘昶因为北逃得以幸免，并在北魏生有子孙。